# William Caspar Graustein
William Caspar Graustein (Cambridge, Massachusetts, 15 de novembro de 1888 — 22 de janeiro de 1941) foi um matemático estadunidense.

## Vida
Graustein estudou matemática na Universidade Harvard, onde graduou-se em 1910. Em seguida especializou-se em geometria diferencial, a fim de pesquisar sobre este tema. No outono de 1911 foi para a Universidade de Bonn, onde obteve um doutorado em 1913, orientado por Eduard Study, com a tese  Eine reelle Abbildung analytischer komplexer Raumkurven, com a avaliação summa cum laude.
Após um curto período como instrutor na Universidade Harvard, foi Professor Assistente no recém fundado Instituto Rice da mais tarde Universidade Rice em Houston. Nos quatro anos seguintes erigiu o então melhor centro de matemática da Região Sul dos Estados Unidos. Abandonou seu trabalho para servir na Primeira Guerra Mundial como tenente.
De 1919 até morrer em um acidente automobilístico foi Professor de Matemática da Universidade Harvard.

## Honrarias
Em memória de William Caspar Graustein, George David Birkhoff e William Fogg Osgood a American Mathematical Society concede desde 1970 o Prêmio Leroy P. Steele.